# Ditrichum brachycarpum
Ditrichum brachycarpum är en bladmossart som beskrevs av Georg Ernst Ludwig Hampe 1872. Ditrichum brachycarpum ingår i släktet grusmossor, och familjen Ditrichaceae. Inga underarter finns listade i Catalogue of Life.